# 萨巴赫·沙里亚提
萨巴赫·沙里亚提（波斯語：‎，1989年1月1日—）生于伊朗萨南达季，是一名代表阿塞拜疆参赛的男子古典式摔跤运动员。他在13岁时受同学的影响开始练习摔跤，最初他练习自由式摔跤，后来因为家乡大部分同龄人练习古典式摔跤，他亦在后来改练古典式。他最初代表伊朗参加比赛，2013年开始代表阿塞拜疆。